# Ewelina Szybiak
Ewelina Szybiak (ur. 13 września 1989 w Hermanowicach) – polska kolarka szosowa.

## Życiorys
Urodziła się w Hermanowicach. Do uprawiania kolarstwa zachęcił ją nauczyciel WF-u w gimnazjum Bartosz Szuban. Początkowo trenowała w Przemyskim Towarzystwie Cyklistów, a po rozpoczęciu studiów w Rzeszowie w Resovii. Studiowała wychowanie fizyczne na Uniwersytecie Rzeszowskim oraz zarządzanie na Politechnice Rzeszowskiej. Od 2014 roku trenowała we włoskiej Vaiano Fondriest. Od 2017 roku trenuje w MAT Atom Deweloper.

## Ważniejsze osiągnięcia
- 2017 – 3. miejsce w Giro Toscana[5]
- 2017 – w XV edycji Tyskiego Kryterium Fiata – 1. miejsce w kategorii elita[6]
- 2011 – Młodzieżowe Szosowe Mistrzostwa Polski w Złotoryi – brązowy medal[2]
- 2011 – Górskie Mistrzostwa Polski w kolarstwie szosowym w kat. do 23 lat – mistrzyni kraju[2]